# Afroamericans a Saint Christopher i Nevis
Els Afroamericans de Saint Christopher i Nevis són els habitants de Saint Christopher i Nevis afroamericans, que tenen avantpassats africans, sobretot a Àfrica Occidental.
El 2013 els afroamericans constituïen el grup humà majoritari de Saint Kitts i Nevis.

## Història
Després del Genocidi Kalinago de 1626 (d'indígenes caribs) l'illa de Saint Kitts va ser partida entre els britànics i els francesos; els primers ocupaven el centre i els francesos Capisterre, al nord i Basseterre, al sud. L'illa de seguida va esdevenir un centre de producció de tabac. La indústria tabaquera va créixer de manera pròspera. Tot i això, quan aquesta indústria va passar a ser dominada per la producció de la colònia de Virgínia, la producció i l'economia de l'illa va declinar i es va reconvertir per a produir sucre de canya durant la dècada del 1640. Per tal de proveir de la mà d'obra necessària, es van introduir molts esclaus africans. Aquests esclaus van patir condicions de vida molt difícils i milers van morir treballant en el camp.
La majoria dels esclaus que van arribar a l'arxipèlag foren portats del Golf de Biafra (uns 35.000 a Saint Kitts i més de 5.000 a Nevis) i d'Àfrica central (uns 12.300 a Saint Kitts i més de 1.900 a Nevis). La resta dels esclaus els van importar des de Senegàmbia (més de 5.400 a Saint Kitts i més de 1.300 a Nevis), l'actual Sierra Leone (6.228 a Saint Kitts i 883 a Nevis), Costa d'Ivori (més de 7.000 a St. Kitts i 300 a Nevis) i el Golf de Benín (2.357 a Saint Kitts i 2.599 a Nevis).
El 1834 es va abolir l'esclavitud de Saint Kitts i Nevis al mateix temps que a tot l'Imperi Britànic.

## Demografia
En l'actualitat el 92% de la població de Saint Kitts i Nevis és afrocaribenya: El 80% són afrokittians o afronevissians (el 75% són negres, el 5,3% són mulats, que són parcialment d'origen irlandès i el 12% són afroeuropeus (europeus d'ascendència africana). Només el 8% de la població tenen altres orígens (el 5% són d'origen indi o afroindi i el 3,3% el tenen a Àsia meridional).

## Personalitats notables
- Randall Robinson. Advocat, autor i activista fundador de TransAfrica opositor a l'apartheid.[3]